# 鷹眼 (電視劇)
《鷹眼》（英語：Hawkeye）是一部美國劇情超級英雄類型的網路影集，改編自漫威漫畫的角色「鷹眼」克林特·巴頓和凱特·畢夏普。影集是漫威影業開發製作的漫威電影宇宙的第5部電視劇作品，與漫威電影宇宙系列電影處於同一架空世界和共同世界，於線上串流媒體平台Disney+首播。喬納森·伊格拉主創並擔當首席編劇，瑞斯·湯瑪斯和伯特＆伯蒂擔當導演。
傑瑞米·雷納繼續出演漫威電影宇宙系列電影中的角色「鷹眼」克林特·巴頓，海莉·史坦菲德出演「鷹眼」凱特·畢夏普，主演還包括東尼·達爾頓、弗拉·菲、布萊恩·達西·詹姆斯、艾力克斯·保諾維奇、彼得·亞當奇克、琳達·卡德里尼、西蒙·卡洛、薇拉·法蜜嘉、阿拉奎·考克斯、扎恩·麥克拉農、佛蘿倫絲·普伊和文森·唐諾佛利歐。2018年9月，漫威影業宣佈為迪士尼旗下的在線串流媒體平台Disney+開發數個限定影集，以漫威電影宇宙中的「二級核心」人物為主角，包括「鷹眼」克林特·巴頓。2019年4月，影集進入前期開發階段，傑瑞米·雷納確定回歸出演男主角克林特·巴頓。7月，漫威正式確定製作該影集。9月，喬納森·伊格拉確定擔當首席編劇，史坦菲德有望出演女主角凱特·畢夏普。2020年7月，兩組導演瑞斯·湯瑪斯和伯特＆伯蒂確定分別執導影集的其中一個製作區塊。2020年12月初，影集的主體拍攝在紐約開機，史坦菲德和其他主要演員確定參演影集。拍攝作業於2021年4月殺青。製作組還在喬治亞州亞特蘭大拍攝。
《鷹眼》於2021年11月24日播出前兩集，此後每週播出一集，2021年12月22日完結，共6集。影集屬於漫威電影宇宙第四階段。此外，以「迴聲」瑪雅·洛佩茲為主角的衍生影集《迴聲》正在製作階段，阿拉奎·考克斯回歸出演該角色。

## 概要
2019年電影《復仇者聯盟4：終局之戰》事件的一年後，2024年的聖誕節期間，在經歷過「彈指事件」的美國紐約市，為了於聖誕節前和家人團聚，克林特·巴頓和凱特·畢夏普聯手對付他在作為義警浪人的五年間的宿敵。

## 演員與角色
- 傑瑞米·雷納 飾演 克林特·巴頓／鷹眼（Clint Barton / Hawkeye）

復仇者聯盟和前神盾局成員，箭術非常高超。影集將探索克林特在2018年電影《復仇者聯盟3：無限之戰》和2019年電影《復仇者聯盟：終局之戰》之間的五年故事線裡成為義警浪人時發生的故事。
- 海莉·史坦菲德 飾演 凱特·畢夏普／鷹眼（Kate Bishop / Hawkeye）

一名22歲的鷹眼粉絲。她因為身穿浪人的戰鬥服而引起了克林特的注意，隨後接受克林特的訓練，成為新一代「鷹眼」。史坦菲德稱凱特·畢夏普是個「狠角色」，「頭腦聰明機智而且身手敏捷」。克拉拉·史塔克（Clara Stack）出演幼年時的凱特。
- 東尼·達爾頓 飾演 傑克·杜凱恩／劍客（英语：Swordsman (comics)）

艾蓮諾的未婚夫，亞蒙·杜凱恩三世的侄子。達爾頓表示影集不同於漫畫，該角色在漫畫中設定為克林特的導師。
- 弗拉·菲（英语：Fra Fee） 飾演 卡齊米日·「卡齊」·卡齊米爾恰克（英语：Kazi (comics)）

運動服黑幫的成員，瑪雅的副手和兒時的好友。菲尼克斯·克里平（Phoenix Crepin）出演幼年卡齊。
- 布萊恩·達西·詹姆斯（英语：Brian d'Arcy James） 飾演 德里克·畢夏普（Derek Bishop）：凱特的父親[19][18]。

- 艾力克斯·保諾維奇（英语：Aleks Paunovic） 飾演 伊凡·巴尼奧尼斯（Ivan Banionis）：運動服黑幫成員[20][21]。

- 彼得·亞當奇克（英语：Piotr Adamczyk） 飾演 托馬·德爾加多（Tomas Delgado）：運動服黑幫的成員[22][18]。

- 琳達·卡德里尼 飾演 蘿拉·巴頓（英语：Laura Barton (character)）

克林特的妻子，曾為神盾局的19號特工。
- 西蒙·卡洛 飾演 亞蒙·杜凱恩三世（Armand Duquesne III）：傑克·杜凱恩的叔叔[15]。

- 薇拉·法蜜嘉 飾演 艾蓮諾·畢夏普（Eleanor Bishop）

凱特的母親，一名事業成功的企業家，畢夏普保全公司的執行長。
- 阿拉奎·考克斯 飾演 瑪雅·洛佩茲／迴聲（英语：Echo (Marvel Comics)）

運動服黑幫的首領，專門攻擊布魯克林的居民和商人。她是一名具有聽覺障礙的美國原住民，擁有攝影式反應能力，能夠完美地複製別人的動作。考克斯的表妹丹妮露·貝索（Darnell Besaw）出演幼年時的瑪雅。
- 扎恩·麥克拉農 飾演 威廉·洛佩茲（William Lopez）：瑪雅的父親[25]，運動服黑幫的前首領[27]。
- 佛蘿倫絲·普伊 飾演 葉蓮娜·貝洛娃／黑寡婦（Yelena Belova / Black Widow）

「黑寡婦」娜塔莎·羅曼諾夫曾經的同事和義妹，兩人均曾在蘇聯紅室訓練基地受訓，成為间谍特工。在擺脫紅室的控制之後，貝洛娃為女伯爵瓦倫緹娜·艾蕾格拉·德芳亭做事。瓦倫緹娜將羅曼諾夫的死亡歸咎於克林特並要求她追殺巴頓。葉蓮娜接替娜塔莎成為新一代「黑寡婦」。該角色在2021年電影《黑寡婦》中首次出現於漫威電影宇宙。
- 文森·唐諾佛利歐 飾演 威爾遜·菲斯克／金霸王（Wilson Fisk / Kingpin）

極具權勢的商人，紐約市的犯罪首腦。唐諾佛利歐此前在漫威電視開發製作的Netflix系列電視劇《夜魔俠》中出演該角色。導演伯特＆伯蒂稱該角色在《夜魔俠》中的人物形象及經歷延續至影集之中。
卡洛斯·納瓦羅飾演運動服黑幫成員恩里克（Enrique）。班·坂本（Ben Sakamoto）、艾娃·羅素（Ava Russo）和凱德·伍德沃德（Cade Woodward）分別回歸出演克林特·巴頓的長子庫柏（Cooper）、女兒萊拉（Lila）和幼子納森尼爾（Nathaniel）。巴頓和凱特·畢夏普的動物夥伴「披薩狗」來福出現於影集之中，由名為祖迪（Jolt）的狗狗出演。克萊頓·英格利什（Clayton English）、阿德丁博·湯瑪斯（Adetinpo Thomas）、羅伯特·沃克·布蘭查德（Robert Walker Branchaud）和愛黛兒·德拉霍斯（Adelle Drahos）分別飾演臨場動態角色扮演遊戲的玩家格里斯（Grills）、溫蒂·康拉德、奧維爾（Orville）和蜜西（Missy），他們與凱特和克林特成為朋友。伊萬·穆巴科普（Ivan Mbakop）飾演紐約市警察局警探卡多（Caudle）。
以「美國隊長」史提芬·羅傑斯為主角的音樂劇《羅傑斯：音樂劇》（Rogers: The Musical）出現於影集之中，多名舞台劇演員分別飾演索爾、洛基、羅傑斯、布魯斯·班納／浩克、克林特·巴頓／鷹眼、娜塔莎·羅曼諾夫／黑寡婦、鋼鐵人／東尼·史塔克、史考特·朗恩／蟻人以及奇塔瑞戰士。新聞主播帕特·基爾南客串出演自己。

## 集數
| 集數 | 標題 | 譯名 | 導演        | 編劇                         | 上線日期       |
| --- | ---- | ---- | ----------- | ---------------------------- | -------------- |
| 1 |      |      | 瑞斯·湯瑪斯 | 喬納森·伊格拉                | 2021年11月24日 |
| 2012年，年幼的凱特·畢夏普目睹「鷹眼」克林特·巴頓聯手其他復仇者聯盟成員在紐約抵抗入侵地球的奇塔瑞兵團。凱特的父親德里克在這場戰爭中身亡。戰鬥中的克林特在無意之中救下凱特的性命，凱特因此渴望成為類似於克林特的英雄。當前，克林特與女兒萊拉以及兒子庫柏和納森尼爾在紐約歡度聖誕假期，他們一起觀賞以「美國隊長」史提芬·羅傑斯為主角的音樂劇《羅傑斯：音樂劇》。凱特跟隨母親艾蓮諾參加慈善拍賣晚宴，她在宴會上得知艾蓮諾已與傑克·杜凱恩訂婚。凱特跟蹤傑克的叔叔亞蒙·杜凱恩三世來到黑市拍賣會，拍品中有從復仇者聯盟總部遺址中發現的物品。俄羅斯街頭幫派運動服黑幫突然出現打斷交易，他們意欲尋找一隻手錶。傑克·杜凱恩趁亂取走了義警浪人的伸縮劍。凱特穿上浪人的戰鬥服與幫派成員戰鬥，成功將眾人救出。凱特還從幫派成員手中救下一隻流浪狗，將牠帶回自己的公寓。克林特從當地新聞中得知「浪人」重現紐約街頭。為調查杜凱恩一家，凱特潛入亞蒙家中，發現亞蒙被人謀殺。逃離犯罪現場的凱特被運動服黑幫圍堵，克林特及時趕到救下凱特。 |      |      |             |                              |                |
| 2 |      |      | 瑞斯·湯瑪斯 | 愛麗莎·克萊門                | 2021年11月24日 |
| 為了將浪人的戰鬥服交還給克林特，凱特帶著克林特回到自己的公寓。兩人再次遭到運動服黑幫的圍攻，匆忙逃走，暫時在凱特的阿姨家中落腳。克林特獨自返回尋找戰鬥服，發現凱特的公寓已被大火燒盡。轉天之後，克林特留下聯絡方式，與凱特作別。他向兒女承諾將在聖誕節前回家團聚，隨後將他們送走。克林特在一場臨場動態角色扮演遊戲中找回戰鬥服。他向妻子蘿拉·巴頓訴說經過之後，決定效仿「黑寡婦」娜塔莎·羅曼諾夫的做法，與運動服黑幫的首領直接會面。與此同時，凱特懷疑傑克·杜凱恩是謀殺亞蒙的兇手，但是艾蓮諾不相信凱特的推斷。凱特認為獲得關鍵線索，與克林特聯絡，得知克林特被運動服黑幫綁架。她利用艾蓮諾的保全公司開發的軟體找到克林特的位置，企圖前去營救克林特，卻與他一起被俘。運動服黑幫將抓獲兩人的消息匯報給首領瑪雅·洛佩茲。 |      |      |             |                              |                |
| 3 |      |      | 伯特＆伯蒂  | 凱蒂·馬修森＆唐納·賓         | 2021年12月1日  |
| 瑪雅·洛佩茲自幼具有聽覺障礙，同時失去右腳，裝有義肢。父親威廉鼓勵瑪雅勇於面對挑戰，並不斷訓練她習武強身。威廉被浪人殺死之後，瑪雅接替他成為運動服黑幫的首領。當前，克林特對瑪雅聲稱浪人已經被黑寡婦殺死。一心想要復仇的瑪雅不接受辯解，雙方展開打鬥。瑪雅破壞了克林特的助聽器。克林特救出凱特，兩人聯手驅車逃離運動服黑幫的追捕。途中，凱特使用克林特的多種密技箭，對戰緊隨其後的運動服黑幫成員。兩人最後棄車，乘坐紐約地鐵逃脫，暫回凱特的阿姨家中。凱特幫助聽力不佳的克林特答復幼子納森尼爾打來的電話。運動服黑幫開始轉移陣地。卡齊擔心瑪雅的叔叔得知幫派近期的所作所為之後，會不滿於瑪雅的高調行事風格。瑪雅沒有聽從卡齊勸阻，命令他繼續調查克林特。凱特在紐約唐人街找到私人醫生，幫助克林特修復助聽器。為調查運動服黑幫真正的幕後首領以及傑克·杜凱恩隱藏的秘密，兩人潛入艾蓮諾的頂層豪宅。克林特遭遇手持浪人伸縮劍的傑克。 |      |      |             |                              |                |
| 4 |      |      | 伯特＆伯蒂  | 海瑟·奎茵＆艾琳·坎西諾       | 2021年12月8日  |
| 艾蓮諾和傑克認出克林特是復仇者成員鷹眼。艾蓮諾擔心女兒的安危，希望克林特不要讓凱特參與案件調查。克林特在離開前暗中取回伸縮劍。艾蓮諾隨後通過電話聯繫某人，將當前的狀況告知對方。在妻子蘿拉的幫助下，克林特得知傑克是史隆有限公司的執行長，該公司是暗中幫助運動服黑幫洗錢的空殼公司。凱特推斷出克林特就是浪人。克林特找到卡齊，希望他勸說瑪雅放棄追查浪人。凱特找到參加臨場動態角色扮演遊戲的警員溫蒂·康拉德，幫助克林特取回密技箭頭。蘿拉告知克林特，在一棟公寓樓中發現被運動服黑幫搶走的那塊勞力士手錶的跟蹤信號。凱特跟著克林特前去取回手錶。凱特獨自進入房間，拿到手錶，還發現記錄著克林特家人資訊的便簽紙。瑪雅與潛入房間的凱特展開激鬥。與此同時，在外望風的克林特被蒙面刺客伏擊。凱特與克林特會合，她用箭射傷瑪雅，迫使對方逃離現場。克林特揭開刺客的面具，證實刺客是「黑寡婦」葉蓮娜·貝洛娃。葉蓮娜逃走之後，克林特認為有人暗中雇用新的黑寡婦從事暗殺行動。為了避免凱特再次陷入危險之中，克林特叫她回家，不再與她合作。 |      |      |             |                              |                |
| 5 |      |      | 伯特＆伯蒂  | 珍娜·諾爾·弗雷澤             | 2021年12月15日 |
| 2018年，在使用合成藥劑幫助其他黑寡婦消除紅室控制之時，葉蓮娜遭遇「彈指事件」，灰飛煙滅。五年之後，葉蓮娜復活，得知姐姐娜塔莎·羅曼諾夫已經死亡。當前，凱特告知母親艾蓮諾，傑克的史隆有限公司暗中幫助黑幫洗錢。艾蓮諾報警，紐約警方逮捕傑克。凱特回到公寓，與等候在此的葉蓮娜相遇。葉蓮娜向凱特訴說自己的過往經歷，並將羅曼諾夫的死亡歸咎於克林特。她聲稱正在受命執行任務，目標是殺死克林特。克林特在格里斯的家中短暫休息之後，告知妻子蘿拉，他決定直接解決當前面臨的問題。克林特身著浪人的戰鬥服，與瑪雅約定單打獨鬥。兩人在威廉的死亡地點見面。克林特逐個擊倒瑪雅的手下，打敗瑪雅，向她展示真實身份，勸說她停止追殺浪人，並警告她不要試圖傷害克林特的家人。克林特還透露當時是幫派中為幕後首領工作的線人向他告密，這名幕後首領借他之手殺死威廉。凱特幫助克林特擊退瑪雅。瑪雅起初不願相信克林特的說辭，她質問卡齊當時的經歷，發現對方閃爍其詞，開始懷疑卡齊就是克林特口中的線人。轉天之後，凱特收到葉蓮娜發來的簡訊，葉蓮娜聲稱艾蓮諾雇用她暗殺克林特。葉蓮娜傳來的照片顯示艾蓮諾正與幕後老闆「金霸王」威爾遜·菲斯克合作。 |      |      |             |                              |                |
| 6 |      |      | 瑞斯·湯瑪斯 | 喬納森·伊格拉＆愛麗莎·克萊門 | 2021年12月22日 |
| 艾蓮諾為了償還去世的丈夫德里克欠下的債務，被迫與威爾遜·菲斯克合作。當前，艾蓮諾用備份的資料威脅菲斯克，希望中斷合作關係。克林特和凱特從葉蓮娜傳來的影片中得知，艾蓮諾遵循菲斯克的指示殺害亞蒙·杜凱恩三世，並嫁禍給未婚夫傑克。聖誕夜，為保護艾蓮諾，克林特和凱特以及兩人結識的多名臨場動態角色扮演遊戲玩家進入艾蓮諾在洛克斐勒中心舉行的聖誕派對。艾蓮諾向凱特坦承自己與菲斯克合作的前因。依照菲斯克的命令，卡齊夥同運動服黑幫前來刺殺艾蓮諾。見到克林特在場，卡齊及其幫眾開始將目標轉為擊殺克林特。格里斯帶著其他遊戲玩家幫忙疏散客人，克林特和凱特聯手擊敗眾多運動服黑幫成員。隨後趕到的瑪雅殺死背叛自己的卡齊。克林特再次與葉蓮娜會面。葉蓮娜仍然沒有放棄追殺克林特。克林特承認沒能夠阻止娜塔莎，並回憶起與娜塔莎搭檔的經歷。葉蓮娜寬恕了克林特。凱特找到母親艾蓮諾，與追蹤而來的菲斯克對戰。凱特使用克林特的密技箭擊倒菲斯克。艾蓮諾因謀殺亞蒙被紐約警方逮捕，菲斯克趁機逃離現場。瑪雅在小巷中攔截住受傷的菲斯克，舉槍射向菲斯克。轉天之後，克林特和凱特帶著「披薩狗」來福回到克林特的家中。克林特將找回的神盾局手錶交還給妻子蘿拉，前神盾局19號特工。克林特燒毀了浪人的戰鬥服，希望凱特繼續幫忙設計鷹眼套裝。《羅傑斯：音樂劇》的更多片段於片尾彩蛋中呈現。 |      |      |             |                              |                |

## 製作

### 開發
2017年11月，華特迪士尼公司宣佈為其旗下即將在2019年底正式運行的線上串流媒體平台Disney+開發漫威電影宇宙電視劇。2018年9月，報道稱漫威影業正在為Disney+開發幾個限定影集，以漫威電影宇宙中的「二級核心」人物為主角，比如洛基、幻視、「緋紅女巫」汪達·麥西莫夫、「獵鷹」山姆·威爾森和「酷寒戰士」巴基·巴恩斯等，因為漫威不太可能製作以他們為主角的個人電影。在限定影集中將爭取啟用在電影中出演相應角色的演員。2019年4月，漫威宣佈開發以「鷹眼」克林特·巴頓為主角的影集，凱特·畢夏普將於影集中出現。2019年7月20日，漫威影業總裁凱文·費吉在聖地牙哥國際漫畫展上宣佈正式確定製作該影集。8月，編劇艾米·伯格透露，漫威已經選定自己的一位朋友擔當影集的首席編劇。9月，喬納森·伊格拉正式被選定為首席編劇。2020年7月，瑞斯·湯瑪斯確定執導影集的其中一個製作區塊，並擔當執行製作人，伯特＆伯蒂執導另一個製作區塊。影集共6集，每集預算達到2,500萬美元。執行製片人還包括布拉德·溫德鮑姆。

### 劇本

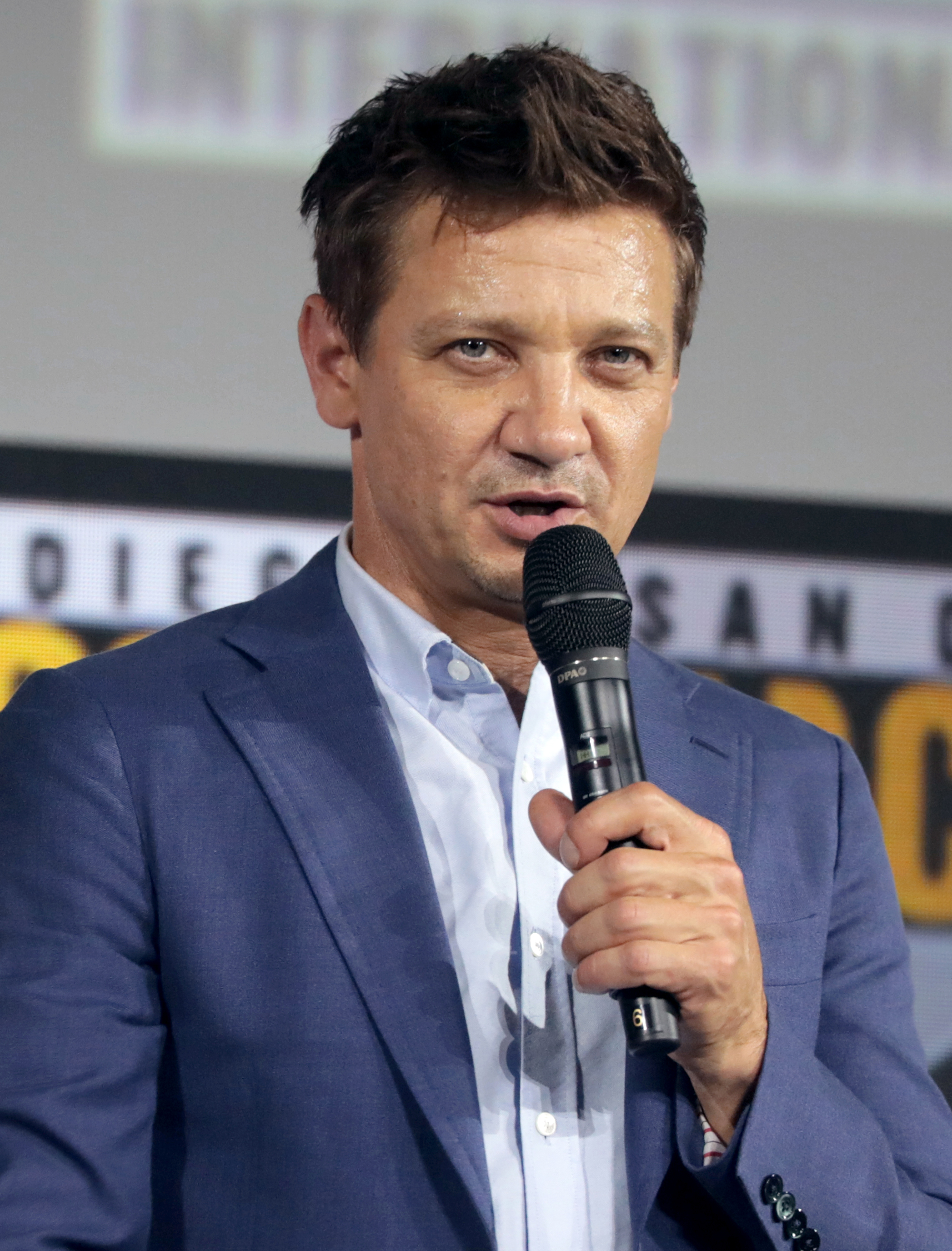
飾演鷹眼的傑瑞米·雷納在2019年聖地牙哥國際漫畫展

2019年7月，漫威影業的總裁凱文·費吉和飾演鷹眼的傑瑞米·雷納在聖地牙哥國際漫畫展上表示，影集講述「鷹眼」克林特·巴頓將凱特·畢夏普訓練成為一個「沒有超能力的超級英雄」，並描繪克林特·巴頓在2018年電影《復仇者聯盟3：無限之戰》和2019年電影《復仇者聯盟4：終局之戰》的五年故事線之間成為義警浪人時發生的故事。10月，執行製作人陳貞透露影集將探索克林特·巴頓的過去，並借鑒麥特·佛雷生創作的有關該角色的漫畫，她確認劇中克林特·巴頓會將鷹眼的稱號傳承給凱特·畢夏普。唐納·賓（Tanner Bean）、凱蒂·馬修森（Katie Mathewson）以及愛麗莎·克萊門（Elisa Climent）共同擔當影集編劇。克林特·巴頓和凱特·畢夏普的動物夥伴「披薩狗」來福出現於影集之中，它是一隻金毛尋回犬。麥特·佛雷生擔當影集顧問，他原計劃在劇中客串出演運動服黑幫的成員，因2019冠狀病毒病疫情而未能參演影集。
《鷹眼》的主體故事發生於《復仇者聯盟：終局之戰》事件的一年後，即2024年的聖誕節期間。陳貞透露，劇中經歷過「彈指事件」的紐約市大部分市民已經恢復正常生活。傑瑞米·雷納表示影集的故事發生於「當前」的漫威電影宇宙之中，歷時大約一週。導演瑞斯·湯瑪斯透露製作組原本計劃將故事發生的時間設定於《復仇者聯盟：終局之戰》的兩年後，即2025年。

### 選角

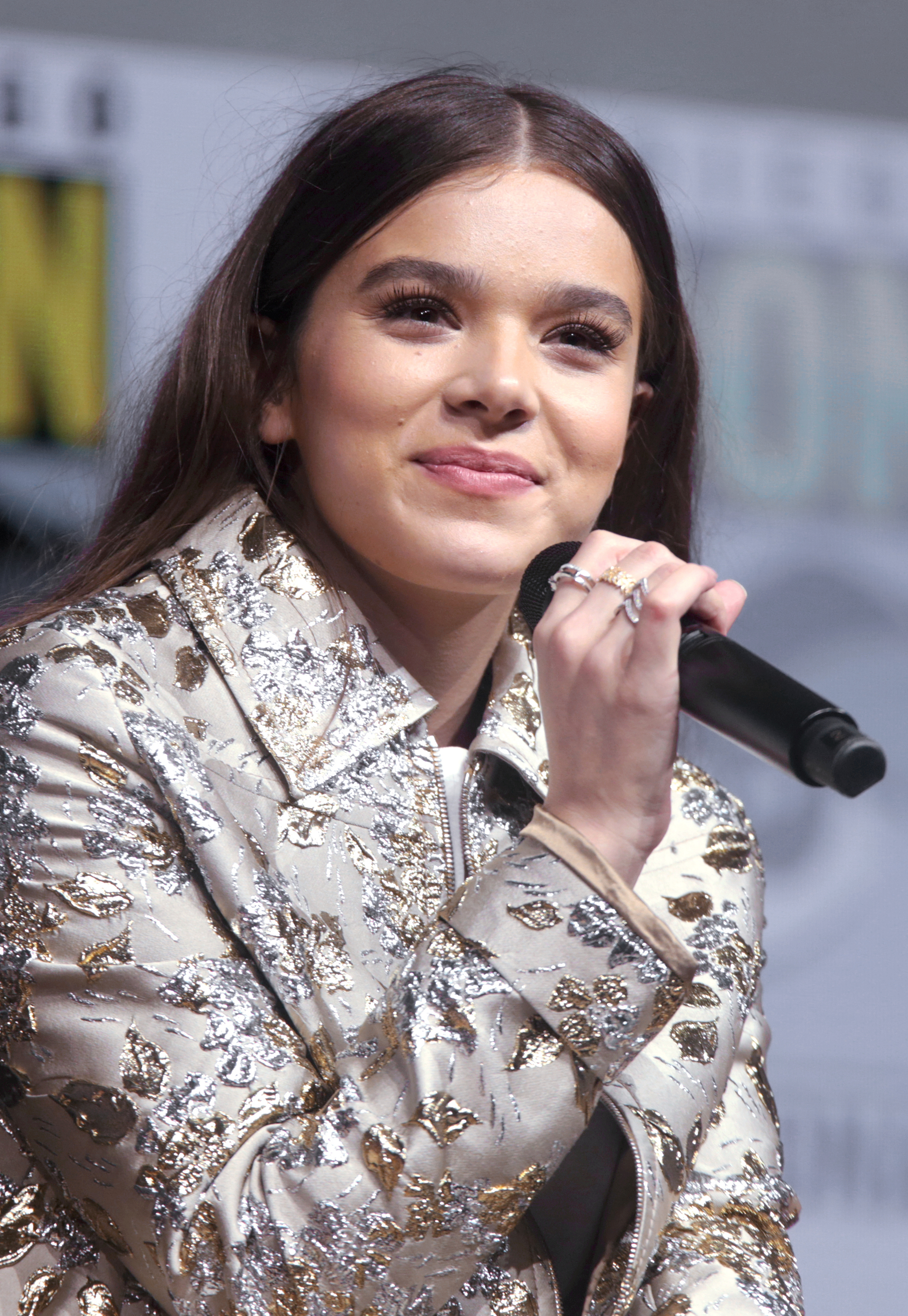
飾演女主角「鷹眼」凱特·畢夏普的海莉·史坦菲德

2019年7月，隨著漫威影業正式確定製作該影集，傑瑞米·雷納確認繼續出演在漫威電影宇宙系列電影中的角色「鷹眼」克林特·巴頓。9月，《綜藝》雜誌報道稱漫威有意讓海莉·史坦菲德飾演凱特·畢夏普。史坦菲德在一個月之後仍未與漫威簽約，《綜藝》雜誌報道稱這是受到她與簽定合同中的競業條款限制，她在該串流媒體平台的2019年電視劇《狄金生》中領銜出演標題角色埃米莉·狄金生。《綜藝》雜誌認為史坦菲德仍未失去出演凱特·畢夏普的機會，因為目前漫威沒有接觸其他演員。11月，史坦菲德回應與影集相關的傳聞，表示「並不一定會出演」。
2020年12月，片場照顯示海莉·史坦菲德參演影集。同月，漫威影業公布主要演員，薇拉·法蜜嘉出演凱特的母親艾蓮諾·畢夏普（Eleanor Bishop），弗拉·菲出演卡齊，東尼·達爾頓出演傑克·杜凱恩／劍客，阿拉奎·考克斯出演瑪雅·洛佩茲／迴聲，扎恩·麥克拉農出演瑪雅的父親威廉·洛佩茲（William Lopez）。主演還包括布萊恩·達西·詹姆斯，他出演凱特的父親德里克·畢夏普（Derek Bishop）。佛蘿倫絲·普伊飾演的「黑寡婦」葉蓮娜·貝洛娃將在影集中出現，她在2021年電影《黑寡婦》中首次出演該角色。東尼·達爾頓因在影集《絕命律師》中的出色表演被製片人陳貞選中。同月，片場照顯示班·坂本（Ben Sakamoto）、艾娃·羅素（Ava Russo）和凱德·伍德沃德（Cade Woodward）分別回歸出演克林特·巴頓的長子庫柏（Cooper）、女兒萊拉（Lila）以及幼子納森尼爾（Nathaniel）。琳達·卡德里尼回歸飾演克林特·巴頓的妻子蘿拉·巴頓。艾力克斯·保諾維奇和彼得·亞當奇克參演影集，分別出演運動服黑幫成員伊凡·巴尼奧尼斯（Ivan Banionis）和托馬·德爾加多（Tomas Delgado）。西蒙·卡洛出演亞蒙·杜凱恩三世（Armand Duquesne III）。文森·唐諾佛利歐回歸出演「金霸王」威爾遜·菲斯克，他此前在漫威電視開發製作的漫威Netflix系列電視劇《夜魔俠》中飾演該角色。

### 拍攝
影集的主體拍攝原定於2020年10月5日在紐約開機。此後，拍攝日期推遲至2020年12月初。拍攝時的工作標題為「錨點」（Anchor Point）。兩組導演伯特＆伯蒂和瑞斯·湯瑪斯分別執導影集的其中一個製作區塊，艾瑞克·史特爾伯格和詹姆斯·惠特克（James Whitaker）擔當攝影指導。紐約取景地包括布魯克林城區的霍伊特-歇爾美角街車站以及曼哈頓的華盛頓廣場公園、中城、地獄廚房、東村和樂天紐約皇宮酒店。片場照片顯示，拍攝現場被裝飾成聖誕季場景。影集還在喬治亞州亞特蘭大的三石製片廠和泰勒派瑞製片廠拍攝。2021年2月22日，製作組在喬治亞州坎頓展開為期一週的拍攝作業，在該地區繼續拍攝至3月4日或5日。2021年4月21日殺青。製作組於2021年9月7日至9日在加拿大多倫多進行補拍作業。

### 後期製作
泰雷爾·吉布森（Terel Gibson）、羅珊·譚（Rosanne Tan）和蒂姆·羅奇（Tim Roche）擔當剪輯師。

## 音樂
克里斯托弗·貝克為影集作曲，他此前為2015年電影《蟻人》、2018年電影《蟻人與黃蜂女》和2021年影集《汪達幻視》作曲。影集中虛構的以「美國隊長」史提芬·羅傑斯為主角的百老匯音樂劇《羅傑斯：音樂劇》（Rogers: The Musical）以2012年紐約大戰為主題，由馬克·夏曼和史考特·惠特曼聯合創作。音樂劇中的歌曲於2021年11月24日以單曲形式發行。影集的音樂原聲帶分為兩輯。包括前三集音樂的第一輯於2021年12月10日發售，包括後三集音樂的第二輯於2021年12月22日發售，由克里斯托弗·貝克和麥可·帕拉斯凱瓦斯（Michael Paraskevas）作曲。
| 《鷹眼》：第一輯（第1-3集）原聲帶 | 《鷹眼》：第一輯（第1-3集）原聲帶 | 《鷹眼》：第一輯（第1-3集）原聲帶 |
| 曲序                              | 曲目                              | 时长                              |
| --------------------------------- | --------------------------------- | --------------------------------- |
| 1.                                |                                   | 1:48                              |
| 2.                                |                                   | 1:56                              |
| 3.                                |                                   | 3:49                              |
| 4.                                |                                   | 3:17                              |
| 5.                                |                                   | 1:52                              |
| 6.                                |                                   | 1:28                              |
| 7.                                |                                   | 3:59                              |
| 8.                                |                                   | 2:50                              |
| 9.                                |                                   | 2:06                              |
| 10.                               |                                   | 2:01                              |
| 11.                               |                                   | 2:59                              |
| 12.                               |                                   | 0:52                              |
| 13.                               |                                   | 2:32                              |
| 14.                               |                                   | 2:42                              |
| 15.                               |                                   | 2:47                              |
| 16.                               |                                   | 4:10                              |
| 17.                               |                                   | 3:36                              |
| 18.                               |                                   | 2:13                              |
| 19.                               |                                   | 1:46                              |
| 20.                               |                                   | 3:20                              |
| 总时长：                          | 总时长：                          | 47:23                             |

| 《鷹眼》：第二輯（第4-6集）原聲帶 | 《鷹眼》：第二輯（第4-6集）原聲帶 | 《鷹眼》：第二輯（第4-6集）原聲帶 | 《鷹眼》：第二輯（第4-6集）原聲帶 |
| 曲序                              | 曲目                              | 词曲                              | 时长                              |
| --------------------------------- | --------------------------------- | --------------------------------- | --------------------------------- |
| 1.                                |                                   |                                   | 4:22                              |
| 2.                                |                                   |                                   | 3:57                              |
| 3.                                |                                   |                                   | 2:08                              |
| 4.                                |                                   |                                   | 3:00                              |
| 5.                                |                                   |                                   | 2:55                              |
| 6.                                |                                   |                                   | 4:45                              |
| 7.                                |                                   |                                   | 1:22                              |
| 8.                                |                                   |                                   | 4:07                              |
| 9.                                |                                   |                                   | 4:08                              |
| 10.                               |                                   |                                   | 1:50                              |
| 11.                               |                                   |                                   | 1:57                              |
| 12.                               |                                   |                                   | 3:02                              |
| 13.                               |                                   |                                   | 2:02                              |
| 14.                               |                                   |                                   | 2:27                              |
| 15.                               |                                   |                                   | 3:21                              |
| 16.                               |                                   |                                   | 1:43                              |
| 17.                               |                                   |                                   | 1:55                              |
| 18.                               |                                   | 馬克·夏曼和史考特·惠特曼          | 4:26                              |
| 总时长：                          | 总时长：                          | 总时长：                          | 53:05                             |

## 市場營銷
2019年11月12日，迪士尼旗下串流媒體平台Disney+上線當天，製作方在漫威影業的特別節目《漫威影業擴展宇宙》（Expanding the Universe）中公佈了影集的藝術概念圖和角色的服裝設計。2021年9月13日，漫威釋出首支預告片。的傑里米·馬泰（Jeremy Mathai）認為預告片透露出「愉快的喜劇基調」，主演傑瑞米·雷納和海莉·史坦菲德之間充滿化學反應。的查姆·加滕伯格（Chaim Gartenberg）同樣被輕鬆基調所吸引，認為影集借鑒了1990年電影《小鬼當家》和1988年電影《終極警探》。《新音樂快遞》雜誌的山姆·華納（Sam Warner）表示預告片充滿節日氛圍，並使用〈這是一年中最美好的時光〉作為背景音樂。《早安美國》的斯蒂芬·埃沃利諾（Stephen Iervolino）稱預告片融合了動作、幽默以及類似於007風格的間諜場景等多種元素。《好萊塢報導》的瑞安·帕克（Ryan Parker）認為預告片儘管展現大量的動作鏡頭，整體仍更側重於喜劇和假日場景。《娛樂周刊》的克里斯蒂安·霍魯布（Christian Holub）感覺聖誕假期的設定為影集營造出《小鬼當家》風格的氛圍，同時預告片在多處出現了原作漫畫中的元素，尤其是麥特·佛雷生執筆創作的漫畫。2021年10月25日，漫威釋出影集的正式海報。《漫威影業：傳奇角色》的其中一集以鷹眼為主題，於2021年11月12日播出。此外，Disney+在當天釋出新的影集預告片。
2021年1月，漫威宣佈開啟「漫威必備」（Marvel Must Haves）一站式網路商店，出售包括與《鷹眼》相關的玩具、遊戲、書籍、服裝和家居裝飾等周邊產品，於每集播出之後的週一上架相關產品。前兩集的衍生產品於2021年11月26日發售。

## 發行
2019年7月20日，漫威在聖地牙哥國際漫畫展上表示《鷹眼》將於2021年秋季在Disney+首播。2020年4月，迪士尼將影集的首播時間調整至2021年後期或2022年早期。12月，漫威在迪士尼投資人會議上宣佈首播日期定於2021年後期。2021年7月29日，漫威宣佈計劃於2021年11月24日播出前兩集，共6集，此後每週播出一集，2021年12月22日完結。《鷹眼》屬於漫威電影宇宙第四階段。製作組於2021年11月11日在倫敦舉行首映禮，於2021年11月17日在洛杉磯埃爾卡皮坦劇院舉行首映禮。

## 迴響

### 觀眾收視
稱截止至上線之後的首週末，共有150萬家戶觀賞首播集，有130萬左右家戶選擇繼續觀看第二集。《鷹眼》是當前漫威影業製作的Disney+影集中首播表現最差的一部，首播集收視家戶數低於《洛基》（250萬）、《獵鷹與酷寒戰士》（180萬）和《汪達幻視》（160萬）。

### 評價
| 季數 | 季數 | 爛番茄           | Metacritic     |
| ---- | ---- | ---------------- | -------------- |
|      | 1    | 92%（174篇評論） | 66（27篇評論） |

《鷹眼》收到多數影評人的好評。根据評論匯總网站爛番茄汇总的174篇评论文章，92%的评论家给予该作正面评价，使之獲得「認證新鮮」標識，平均打分为7.55分（满分10分）。该网站总结的评论家共识是“《鷹眼》雖然開篇節奏緩慢，但是諸多街頭打鬥場面為漫威電影宇宙帶來令人耳目一新的變化，男女主角之間的化學反應也為影集增添亮點”。在Metacritic上，27位影評人共給予了66分的分數（滿分100分），這部影集獲得了「普遍好評」。
的安德魯·韋伯斯特（Andrew Webster）認為影集呈現「一些與眾不同的原素」，「這是一個能夠更多了解不太引人注意的復仇者聯盟成員（『鷹眼』克林特·巴頓）的機會，同時是另一個嶄新英雄的起源故事。影集可看作是一部以聖誕假期期間的紐約市為背景的偵探劇，為漫威電影宇宙增添了新的故事形式。」他認為《鷹眼》、《汪達幻視》和《洛基》是當前Disney+推出的最好的漫威電影宇宙影集。《帝國雜誌》的撰稿人勞拉·西里庫（Laura Sirikul）給出4星評分（滿分5星），稱影集「引人入勝且充滿愛心」。的李察·特倫霍姆（Richard Trenholm）對影集作出正面評價：「整體來說，鷹眼不是一名飽受摧殘之後尋求救贖的反英雄，仍然是性情良善的克林特·巴頓。影集也就為該角色展現比打鬥場面更有趣的互動場景。」
的班·特拉弗斯（Ben Travers）給出「C−」級評價：「影集在塑造女主角凱特·畢夏普的形象時更著眼於為漫威電影宇宙的未來階段，而非為當前的男女主角創作更切合的故事。」

## 相關媒體

### 紀錄片特輯
2021年2月，迪士尼宣佈製作紀錄片影集《漫威影業：創作大本營》，包括漫威電影宇宙電影和影集項目的幕後製作花絮，並採訪主要演員和創意團隊。以影集《鷹眼》為主題的特輯原計劃於2022年1月19日在Disney+釋出，特輯最終推遲至2022年2月9日播出。

## 衍生影集
2021年3月，報道稱漫威正在開發以「迴聲」瑪雅·洛佩茲為主角的衍生影集，阿拉奎·考克斯回歸領銜出演該角色，伊坦·柯恩和艾蜜莉·柯恩（Emily Cohen）擔當編劇及執行製片人。2021年11月，漫威正式確定開發影集，片名為《迴聲》（Echo），瑪麗恩·戴爾（Marion Dayre）擔當首席編劇。2022年4月，文森·唐諾佛利歐和查理·考克斯確定回歸參演衍生影集，分別飾演「金霸王」威爾遜·菲斯克和「夜魔俠」麥特·梅鐸，兩人此前在在漫威電視開發製作的Netflix系列電視劇《夜魔俠》等漫威電影宇宙相關影視項目中出演相應角色。《迴聲》計劃於2023年首播。

## 備註
1. ↑  依照漫威電影宇宙電視劇播出次序。
2. ↑  依照漫威電影宇宙中故事發生的時間次序[2][3][4]，參見漫威电影宇宙#時間線。
3. 1 2  參見2012年電影《復仇者聯盟》。
4. 1 2  參見2019年電影《復仇者聯盟4：終局之戰》。
5. 1 2 3  參見2021年電影《黑寡婦》。
6. ↑  參見2018年電影《復仇者聯盟3：無限之戰》。
7. ↑  後續劇情參見2024年影集《迴聲》。

## 資料來源
1. 1 2  Jarvey, Natalie. . The Hollywood Reporter. 2019-10-16  [2019-10-17]. （原始内容存档于2019-10-16） （美国英语）.
2. 1 2 3 4  Thomas, Rhys [@RhysThom2].  (推文). Los Angeles, California. 2021-11-24  [2021-11-26]. （原始内容存档于2021-11-25） –Twitter （美国英语）.
3. 1 2 3 4  Marnell, Blair. . SuperHeroHype. 2021-08-31  [2021-08-31]. （原始内容存档于2021-08-31） （美国英语）.
4. ↑  Brail, Nathaniel. . ComicBook.com. 2022-03-31  [2022-03-31]. （原始内容存档于2022-03-31） （美国英语）.
5. 1 2  Mathai, Jeremy. . /Film. 2021-09-13  [2021-09-13]. （原始内容存档于2021-09-13） （美国英语）.
6. 1 2 3  Otterson, Joe. . Variety. 2019-04-10  [2019-04-10]. （原始内容存档于2019-04-10） （美国英语）.
7. 1 2  Cardona, Ian. . Comic Book Resources. 2019-07-20  [2019-08-18]. （原始内容存档于2019-07-21） （美国英语）.
8. 1 2  Holub, Christian. . Entertainment Weekly. 2021-07-29  [2021-07-29]. （原始内容存档于2021-07-29） （美国英语）.
9. ↑  Travis, Ben. . Empire. 2021-10-25  [2021-10-25]. （原始内容存档于2021-10-25） （美国英语）.
10. 1 2  Gartenberg, Chaim. . The Verge. 2021-09-13  [2021-09-13]. （原始内容存档于2021-09-13） （美国英语）.
11. 1 2 3 4 5  Dinh, Christine. . Marvel Entertainment. 2019-11-13  [2019-11-14]. （原始内容存档于2019-11-14） （美国英语）.
12. 1 2  Mancuso, Vinnie. . Collider. 2020-12-02  [2020-12-02]. （原始内容存档于2020-12-02） （美国英语）.
13. ↑  Boone, John. . Entertainment Tonight. 2020-12-10  [2020-12-22]. （原始内容存档于2020-12-22） （美国英语）.
14. ↑  Anderton, Ethan. . /Film. 2021-11-24  [2021-11-24]. （原始内容存档于2021-11-24） （美国英语）.
15. 1 2 3 4  Davids, Brian. . The Hollywood Reporter. 2021-11-24  [2021-11-25]. （原始内容存档于2021-11-25） （美国英语）.
16. ↑  Barnhardt, Adam. . ComicBook.com. 2021-11-23  [2021-11-26]. （原始内容存档于2021-11-25） （美国英语）.
17. 1 2  Knappenberger, Brooke. . Looper. 2021-12-01  [2021-12-02]. （原始内容存档于2021-12-02） （美国英语）.
18. 1 2 3 4 5 6 7 8 9  Hood, Cooper. . Screen Rant. 2021-11-23  [2021-11-25]. （原始内容存档于2021-11-23） （美国英语）.
19. ↑  Crossan, Ash. . Screen Rant. 2021-11-23  [2021-11-23]. （原始内容存档于2021-11-23） （美国英语）.
20. 1 2  Paunovic, Aleks [@alekspaun]. . 2021-11-14  [2021-11-15] –Instagram （美国英语）.
21. 1 2  Garcia, Fernando Ariel. . 民族报. 2021-11-20  [2021-11-23]. （原始内容存档于2021-11-23） （西班牙语）.
22. 1 2  Variety [@Variety].  (推文). 2021-11-17  [2021-11-17]. （原始内容存档于2021-11-17） –Twitter （美国英语）.
23. 1 2 3  Ausiello, Michael. . TVLine. 2021-10-14  [2021-10-14]. （原始内容存档于2021-10-14） （美国英语）.
24. ↑  Outlaw, Kofi. . ComicBook.com. 2021-12-22  [2021-12-23]. （原始内容存档于2023-01-27） （美国英语）.
25. 1 2 3 4 5 6 7  Otterson, Joe. . Variety. 2020-12-03  [2020-12-03]. （原始内容存档于2020-12-03） （美国英语）.
26. 1 2  Brown, Tracy. . Los Angeles Times. 2021-11-24  [2021-11-26]. （原始内容存档于2021-11-25） （美国英语）.
27. 1 2  Bonomolo, Cameron. . ComicBook.com. 2021-12-01  [2021-12-01]. （原始内容存档于2021-12-01） （美国英语）.
28. ↑  Evangelista, Chris. . /Film. 2019-07-29  [2019-07-30]. （原始内容存档于2019-07-30） （美国英语）.
29. ↑  Vary, Adam B.; Aurthur, Kate. . Variety. 2021-07-10  [2021-07-11]. （原始内容存档于2021-07-10） （美国英语）.
30. ↑  Travis, Ben. . Empire. 2020-07-06  [2020-07-06]. （原始内容存档于2020-07-06） （美国英语）.
31. ↑  Coggan, Devan. . Entertainment Weekly. 2019-07-20  [2019-07-20]. （原始内容存档于2019-07-21） （美国英语）.
32. 1 2  Adams, Timothy. . ComicBook.com. 2021-12-15  [2021-12-15]. （原始内容存档于2021-12-16） （美国英语）.
33. ↑  Robinson, Tasha. . Polygon. 2021-12-16  [2021-12-18]. （原始内容存档于2021-12-17） （美国英语）.
34. ↑  Romanchick, Shane. . Collider. 2021-11-29  [2021-12-01]. （原始内容存档于2021-11-30） （美国英语）.
35. 1 2  Iervolino, Stephen. . Good Morning America. 2021-09-13  [2021-09-13]. （原始内容存档于2021-09-13） （美国英语）.
36. 1 2  Hood, Cooper. . Screen Rant. 2020-12-05  [2020-12-08]. （原始内容存档于2020-12-08） （美国英语）.
37. ↑  Clarke, Cass. . Comic Book Resources. 2020-12-10  [2021-05-03]. （原始内容存档于2020-12-12） （美国英语）.
38. ↑  Elvy, Craig. . Screen Rant. 2021-12-15  [2021-12-15]. （原始内容存档于2021-12-16） （美国英语）.
39. ↑  Baska, Maggie. . PinkNews. 2021-12-10  [2021-12-23]. （原始内容存档于2021-12-10） （美国英语）.
40. ↑  White, Brett. . Decider. 2021-12-08  [2021-12-23]. （原始内容存档于2021-12-08） （美国英语）.
41. ↑  Brook, Mitch. . Screen Rant. 2021-09-13  [2021-09-13]. （原始内容存档于2021-09-13） （美国英语）.
42. ↑  Lambe, Stacy. . Entertainment Tonight. 2021-11-24  [2021-11-25]. （原始内容存档于2021-11-25） （美国英语）.
43. ↑  Adekaiyero, Ayomikun. . Insider. 2021-12-19  [2021-12-23]. （原始内容存档于2021-12-23） （美国英语）.
44. 1 2 3  Jackson, Angelique. . Variety. 2021-11-18  [2021-11-19]. （原始内容存档于2021-11-19） （美国英语）.
45. 1 2  . The Futon Critic.   [2021-10-14]. （原始内容存档于2021-11-24） （美国英语）.
46. ↑  Littleton, Cynthia. . Variety. 2017-11-09  [2017-11-10]. （原始内容存档于2017-11-10） （美国英语）.
47. ↑  Kroll, Justin. . Variety. 2018-09-18  [2018-09-18]. （原始内容存档于2018-09-19） （美国英语）.
48. 1 2 3  Sandwell, Ian. . Digital Spy. 2019-07-21  [2019-07-21]. （原始内容存档于2019-07-21） （美国英语）.
49. ↑  Amy Berg [@bergopolis].  (推文). 2019-08-20  [2019-08-24]. （原始内容存档于2019-08-24） –Twitter （美国英语）.
50. ↑  Amy Berg [@bergopolis].  (推文). 2019-08-21  [2019-08-24]. （原始内容存档于2019-08-24） –Twitter （美国英语）.
51. ↑  Kit, Borys. . The Hollywood Reporter. 2019-09-06  [2019-09-06]. （原始内容存档于2019-09-06） （美国英语）.
52. 1 2  Kit, Borys. . The Hollywood Reporter. 2020-07-17  [2020-07-18]. （原始内容存档于2020-07-17） （美国英语）.
53. 1 2 3  Boone, John. . Entertainment Tonight. 2020-12-10  [2020-12-12]. （原始内容存档于2020-12-11） （美国英语）.
54. 1 2  Hussaini, Syed Fahadullah. . Screen Rant. 2021-08-31  [2021-09-02]. （原始内容存档于2021-09-01） （美国英语）.
55. ↑   (PDF). Disney Media and Entertainment Distribution. 2021-07-30  [2021-08-01]. （原始内容存档 (PDF)于2021-08-01） （美国英语）.
56. 1 2 3   (PDF). Production Weekly. No. 1261. 2021-09-06: 18 (August 26, 2021)  [2021-10-01]. （原始内容存档 (PDF)于2021-09-29） （美国英语）.
57. ↑  Dumarog, Ana. . Screen Rant. 2019-10-25  [2019-10-28]. （原始内容存档于2019-10-28） （美国英语）.
58. ↑  Abbate, Jake. . Superhero Hype!. 2020-03-06  [2020-03-07]. （原始内容存档于2020-03-07） （美国英语）.
59. ↑  . Writers Guild of America West.   [2021-11-02]. （原始内容存档于2021-11-02） （美国英语）.
60. ↑  Hood, Cooper. . 2020-12-03  [2020-12-03]. （原始内容存档于2020-12-03） （美国英语）.
61. ↑  Barnhardt, Adam. . ComicBook.com. 2021-11-15  [2021-11-16]. （原始内容存档于2021-11-16） （美国英语）.
62. ↑  Outlaw, Kofi. . ComicBook.com. 2021-10-27  [2021-10-28]. （原始内容存档于2021-10-28） （美国英语）.
63. 1 2 3  Davids, Brian. . The Hollywood Reporter. 2021-11-19  [2021-11-20]. （原始内容存档于2021-11-19） （美国英语）.
64. ↑  Otterson, Joe. . Variety. 2019-09-09  [2019-09-09]. （原始内容存档于2019-09-09） （美国英语）.
65. ↑  Wagmeister, Elizabeth; Otterson, Joe. . Variety. 2019-10-24  [2019-10-24]. （原始内容存档于2019-10-24） （美国英语）.
66. ↑  Fullerton, Huw. . Radio Times. 2019-11-02  [2019-11-10]. （原始内容存档于2019-11-05） （美国英语）.
67. ↑  Bankhurst, Adam. . IGN. 2021-11-22  [2021-11-26]. （原始内容存档于2021-11-22） （美国英语）.
68. ↑  Knight, Lewis. . Radio Times. 2021-11-25  [2021-11-26]. （原始内容存档于2021-11-26） （美国英语）.
69. ↑  Amaya, Erik. . Rotten Tomatoes. 2021-09-15  [2021-09-16]. （原始内容存档于2021-09-16） （美国英语）.
70. ↑  . Production List. 2020-08-17  [2021-01-20]. （原始内容存档于2021-01-20） （美国英语）.
71. 1 2  Welch, Chris [@chriswelch].  (推文). 2020-11-26  [2020-11-27]. （原始内容存档于2020-11-26） –Twitter （美国英语）.
72. ↑  Ho, Rodney. . The Atlanta Journal-Constitution. 2020-09-30  [2020-10-01]. （原始内容存档于2020-10-01） （美国英语）.
73. 1 2  Fisher, Jacob. . Discussing Film. 2020-11-11  [2020-11-12]. （原始内容存档于2020-11-12） （美国英语）.
74. ↑  Whitaker, James [@jameswhitaker_asc]. . 2021-04-24  [2021-09-01] –Instagram （美国英语）.
75. ↑  Welch, Chris [@chriswelch].  (推文). 2020-12-02  [2020-12-02]. （原始内容存档于2020-12-02） –Twitter （美国英语）.
76. ↑  Carolina. . On Location Vacations. 2020-12-02  [2020-12-04]. （原始内容存档于2020-12-04） （美国英语）.
77. ↑  . Entertainment Tonight. 2020-12-03  [2020-12-04]. （原始内容存档于2020-12-04） （美国英语）.
78. ↑  Carolina. . On Location Vacations. 2020-12-03  [2020-12-04]. （原始内容存档于2020-12-04） （美国英语）.
79. ↑  Flook, Ray. . Bleeding Cool. 2020-12-07  [2020-12-08]. （原始内容存档于2020-12-08） （美国英语）.
80. ↑  . Wonderwall.com. 2020-12-10  [2021-01-19]. （原始内容存档于2021-01-19） （美国英语）.
81. ↑  Liu, Narayan. . Comic Book Resources. 2020-12-10  [2021-01-19]. （原始内容存档于2020-12-12） （美国英语）.
82. ↑  . Georgia Department of Economic Development. 2020-11-22  [2020-11-22]. （原始内容存档于2020-11-22） （美国英语）.
83. ↑  Johnson, Ethan. . Cherokee Tribune & Ledger-News. 2021-02-24  [2021-02-26]. （原始内容存档于2021-02-24） （美国英语）.
84. ↑  Lash, Jolie. . Entertainment Weekly. 2021-04-21  [2021-04-21]. （原始内容存档于2021-04-21） （美国英语）.
85. ↑  Gibson, Terel [@TerelGibson].  (推文). 2021-09-13  [2021-11-24]. （原始内容存档于2021-09-14） –Twitter （美国英语）.
86. ↑  Flook, Ray. . Bleeding Cool. 2021-05-30  [2021-12-01]. （原始内容存档于2021-06-02） （美国英语）.
87. ↑  . Film Music Reporter. 2021-09-17  [2021-09-17]. （原始内容存档于2021-09-17） （美国英语）.
88. ↑  Paige, Rachel. . Marvel.com. 2021-11-10  [2021-11-10]. （原始内容存档于2021-11-10） （美国英语）.
89. ↑  Perine, Aaron. . ComicBook.com. 2021-11-24  [2021-11-24]. （原始内容存档于2021-11-24） （美国英语）.
90. 1 2  . Film Music Reporter. 2021-12-09  [2021-12-10]. （原始内容存档于2021-12-10） （美国英语）.
91. 1 2  . Film Music Reporter. 2021-12-21  [2021-12-22]. （原始内容存档于2021-12-22） （美国英语）.
92. ↑  . Marvel.com. 2021-11-24  [2021-11-24]. （原始内容存档于2021-11-24） （美国英语）.
93. ↑  Barnhardt, Adam. . ComicBook.com. 2021-09-12  [2021-09-13]. （原始内容存档于2021-09-14） （美国英语）.
94. ↑  Warner, Sam. . NME. 2021-09-13  [2021-09-13]. （原始内容存档于2021-09-13） （美国英语）.
95. ↑  Parker, Ryan. . The Hollywood Reporter. 2021-09-13  [2021-09-13]. （原始内容存档于2021-09-13） （美国英语）.
96. ↑  Holub, Christian. . Entertainment Weekly. 2021-09-13  [2021-09-13]. （原始内容存档于2021-09-13） （美国英语）.
97. ↑  Lutz, John. . Collider. 2021-10-24  [2021-10-25]. （原始内容存档于2021-10-25） （美国英语）.
98. ↑  Bonomolo, Cameron. . ComicBook.com. 2021-10-29  [2021-10-29]. （原始内容存档于2021-10-29） （美国英语）.
99. ↑  D'Alessandro, Anthony. . Deadline Hollywood. 2021-11-12  [2021-11-12]. （原始内容存档于2021-11-13） （美国英语）.
100. ↑  Paige, Rachel. . Marvel.com. 2021-01-12  [2021-01-31]. （原始内容存档于2021-01-20） （美国英语）.
101. ↑  Paige, Rachel. . Marvel.com. 2021-11-26  [2021-12-07]. （原始内容存档于2021-12-06） （美国英语）.
102. ↑  Jennings, Collier. . Comic Book Resources. 2020-04-07  [2020-04-07]. （原始内容存档于2020-04-07） （美国英语）. – via  (PDF). The Walt Disney Company France: 25. 2020-04-01  [2020-04-07]. （原始内容存档于2020-04-07） （法语）.
103. ↑  Mitovitch, Matt Webb. . TV Line. 2019-08-24  [2019-08-24]. （原始内容存档于2019-08-24） （美国英语）.
104. ↑  Brown, Tracy. . Los Angeles Times. 2019-08-23  [2019-08-24]. （原始内容存档于2019-08-24） （美国英语）.
105. ↑  Elgart, Olivia. . Hollywood Life. 2021-11-11  [2021-11-11]. （原始内容存档于2021-11-12） （美国英语）.
106. ↑  Johnston, Rich. . Bleeding Cool. 2021-11-18  [2021-11-18]. （原始内容存档于2021-11-18） （美国英语）.
107. ↑  D'Alessandro, Anthony. . Deadline Hollywood. 2021-11-29  [2021-12-02]. （原始内容存档于2021-12-04） （美国英语）.
108. 1 2  . Rotten Tomatoes. Fandango Media.   [2023-01-10] （美国英语）.
109. 1 2  . Metacritic. Red Ventures.   [2025-01-11] （美国英语）.
110. ↑  Webster, Andrew. . The Verge. 2021-11-23  [2021-11-24]. （原始内容存档于2021-11-24） （美国英语）.
111. ↑  Sirikul, Laura. . Empire Online. 2021-11-23  [2021-11-24]. （原始内容存档于2021-11-24） （美国英语）.
112. ↑  Trenholm, Richard. . CNET. 2021-11-25  [2021-11-25]. （原始内容存档于2021-11-24） （美国英语）.
113. ↑  Travers, Ben. . IndieWire. 2021-11-23  [2021-11-24]. （原始内容存档于2021-11-24） （美国英语）.
114. ↑  Paige, Rachel. . Marvel.com. 2021-02-16  [2021-02-16]. （原始内容存档于2021-02-16） （美国英语）.
115. ↑  Ridgely, Charlie. . ComicBook.com. 2021-12-16  [2021-12-21]. （原始内容存档于2021-12-16） （美国英语）.
116. ↑  Ridgely, Charlie. . ComicBook.com. 2022-01-18  [2022-01-18]. （原始内容存档于2022-01-19） （美国英语）.
117. ↑  Moreau, Jordan. . Variety. 2021-03-22  [2021-03-22]. （原始内容存档于2021-03-22） （美国英语）.
118. ↑  Hipes, Patrick. . Deadline Hollywood. 2021-11-12  [2021-11-12]. （原始内容存档于2021-11-12） （美国英语）.
119. ↑  Arvedon, Jon. . Comic Book Resources. 2022-04-05  [2022-04-05]. （原始内容存档于2022-04-05） （美国英语）. – via  (PDF). stacycaballerodesign.com.   [2022-04-05]. （原始内容存档 (PDF)于2022-04-05） （美国英语）.
120. ↑  Anthony, Lund. . MovieWeb. 2022-04-05  [2022-04-06]. （原始内容存档于2022-04-06） （美国英语）.

## 外部連結
- 官方网站
- 互联网电影数据库（IMDb）上《鷹眼》的资料（英文）
- 在Disney+上觀看《鷹眼》